# Медицинска школа у Салерну
Медицинска школа у Салерну, Медицинска школа Салернитана, (итал. Scuola Medica Salernitana) је прва средњовековна медицинска школа, претеча будућих медицинских факултата у Европи, настала с краја 9. века у приморском космополитском граду Салерну у Војводству Беневенто (данас у Италији).

## Историја
У периоду развоја људског друштва, када је претила опасност да све до тада стечено медицинско знање падне у заборав, под јаким утицајем црквеног догматизма у Бенедиктинској болници (основаној у 7. веку) у Салерну, основана је с краја 9. века медицинска школа (паралелно са школом у Шарлеману) ...„да се медицина истовремено учи и проучава“... Тако се на простору југа апенинског полуострва (на коме су биле живе везе са културом Бизанта и Халифата) формирала оаза медицине, у Медицинској школи „Салернитани“ (итал. Scuola Medica Salernitana), првој медицинској школи у историји медицине на простору Европе.

### Услови који су владали у Салерну у време оснивања школе
У Салерну, граду у Војводству Беневенто, касније Кнежевини Салерно (на југу Италије у близини Напуља), који је остао поштеђен од пљачке и разарања за време сеобе народа, долазили су многи учени и паметни људи али и болесници, а касније и рањеници из крсташких ратова, који су у овом граду тражили спас за своје медицинске проблеме. Град је био у предности; због мешања и позитивног утицаја разних култура; изузетно повољног географског и климатског положаја (природно лечилиште) и постојања већег броја „лаика“ (који нису били под утицајемјем католичке цркве) а бавили су се хирургијом и гинекологијом што је у самостанима било забрањено.
Битан моменат за интензивнији развој медицинске школе настаје у другој половини 11. века када у Салерно око 1070. долази Константин Афрички који је службовао у самостану Монте Касино, пасионирани љубитељ литературе и оријенталних језика, највећи преводилац медицинске литературе са арапског на латински језик, који је школску библиотеку обогатио бројним арапским медицински делима, али и најважнијим делима, већ заборављене, грчке медицине, које је превео на латински језик.

### Локација школе
Иако постоје одређена предања да је настава у Медицинској школи извођена на више локација у Салерну, ови подаци нису поткрепљени писаним доказима. Према угледном историчару Ричарду Авалонеу (Riccardo Avallone), учионице школе су биле (следећим редоследом) у; палати Ареци (лат. Castello di Arechi) или њеној близини, горњој и доњој Капели Св. Катарине, у атријуму и на мермерном степеништу у подножју катедрале (данас Св. Томас и Св. Лазар (лат. San Tommaso и San Lazzaro).
Због употребе капеле Св Катарина, главна школска зграда налазила се у античкој палати (касније Окружни суд), која се налази у улици Тротула де Руђеро, потом у згради бивше богословије.

### Оснивање школе
Већи број, медицинским вештинама склоних људи и жене, који су се на овај или онај начин бавили лечењем, а нису били под утицајемјем католичке цркве, окупљало се у Салерну и започело мукотрпан пионирски рад на оснивању медицинске школе, која је у почетку имала искључиво „лаички карактер“.
»Салернитана« је одмах на почетку прихватила најбоља учења из грчке, жидовске и арапске медицине и томе непрестано придодалвала своја велика искуства из пчеларства и фармакологије, а истовремено одржавала и јаке везе са монашком медицином великог бенедиктанског манастира у Монте Касину. Тако је у њој настала богата медцинска књижевност. Од посебног значаја, са културолошке тачка гледања, била је улога жена у теоретском и практичном извођењу наставе у овој школи. Жене које су предавале и радиле у школи познате су под именом (лат. Mulieres Salernitanae). Талијанка Тротула де Руђиеро, сматрана је најученијом женом лекарем свога времена, а и касније. Тротула је написала трактат о женским болестима (лат. De mulierum passionibus), у којој је обрадила теме из гинекологије и акушерстве.
Школску библиотеку је значајно обогатио својим преводима Константин Афрички са више стотина дела (међу којим је била најпознатија збирка – Articella) ранијих култура, и омогућио даљи развој медицине у Салерну и дао форму читавој школи, која почетком 12. века постаје прави медицински факултет, први у Европи. Константин је такође написао и неке сопствене, оригиналне радове, али је и стручњацима веома тешко разликовати оно што је несумњиво оригиналано дело од онога што треба приписати њему и времену у коме је он радио (због тога што је често својим потписом потписивао и нека дела других аутора), ...„тако да је до данас недовољно разјашњено колики је његов стварни допринос медицини.“
Школа је више унапређивала практичну медицину, а мање теорију. Сециране су животиње (свиње), а у 13. веку и људски лешеви. Неке од битних метода дијагностике које су примењиване биле су уроскопија, и одређивање квалитета пулса.
У 11. и 12. веку настају главна књижевна дела салернитанских магистара, из скоро свих области медицине:
- Из Константинових превода и дорада, настала је збирка медицинских трактата Артицела (Articella), која је средњовековним студентима пружала важне податке о хипократско-галенској доктрини.
- Платеријева Practica brevis, фармаколошки приручник Circa instans
- Анонимног аутора, приручник клиничке медицине De agritudinum curatione
- Магистар Кофо (Copho) је написао прву западно-европску „анатомску монографију“ (Anatomio porci)
- Нирурзи Роџер и Роландо више хируршких приручника,
- Магистар Бенвенуте Графео је написао расправу о лечењу очних болести (лат. Practica ocularum).
- Дела написана популарним (народним) језиком у стиховима „Салернске регуле“ (лат. Regimen sanitas Salernitanum) била су намењена ширем кругу читалаца, и служила су наредних неколикон стотина година као народни приручник хигијене, који је преведен на све језике па и на хрватски (1768).[5][6]

У Салерну су извођене и операције; трбушних кила, сужења мокраћовода, катаракте, литотомије и пластичне операције. Салернитанска школа достиже врхунац у 12. веку када су у њој радили магистри Мауро и Урсо, вешти лекари и оригинални писци расправа о антомији, уроскопији и дејству лекова. Велику популарност стекло је дело магистра Роџера написао 1170. под називом „Хируршка пракса“ (Practica chirurgiae)., а његов ученик Роланд из Парме, који је радио у Парми и Болоњи, дело је прерадио и издао као „Chirurgia Rolandina“.

### Први факултет у Европи
На основу традиционалних предања (легенде) Медицинску школу (факултет) у Салерну основали су; латин по имену Салернус, грк по имену Понтус, арап по имену Адела и Јеврејин по имену Хелинус. Легенда, такође каже, да је школа, „саграђена“ на основама латинске културне, која је касније „оплемењена“ знањем из културног наслеђа других народа.
Захваљујући медицинској школи у Салерну, медицина је прва научна дисциплина која је у средњем веку напустила манастире и поново се суочила са „светом“ и експерименталном праксом и омогућила поново откривања класичних дела, медицине и других научних области, давно заборављених у манастирима. За њен настанак и развој, велики допринос су дали монаси, манастира Салерна и оближње Опатије Кава (Badia di Cava), бенедиктанци међу којима су се посебно истакла три монаха (овим редоследом);.„у 11. веку,  Папа Гргур (Gregorio VII), игуман Монте Касина, Еразмо (касније папа Виктор III  Vittore III) ) и епископ Алфано (лекар, архитекта и песник)“.
Салерно је прво место где се стицало више медицинско образовање; студент је три године учио логику, а пет година медицину и годину дана обављао лекарску праксу под надзором дипломираног лекара. Сваки свршени ђак школе је такође морао, сваких 5 година, да обави обдукцију на људком телу. У школи су поред наставе медицине (на коју су примена жене као студенти или наставници), такође су одржани курсеви из филозофије, теологију и законодавства и то је један од главих разлог зашто ову школу неки сматрају првим универзитетом икада основанаим у свету.
 Као резултат таквог образовања и рада, лекари из „Салернитане“, мушкарци и жене, били су без премца у средњовековном западном Медитерану по поседовању практичних знања и вештина из медицине. Људи из целог света масовно су долазили у Медицинску школу у Салерну, једни да нађу спас и лек за своје болести, а други као и студенти, да уче „уметност медицине“.
Овакав напредак школе навео је Руђера II, краља (кнеза) Сицилије, да 1140. законом забрани лечење свима који немају медицинску диплому.
Диплома је требало да буде потврђена од стране државних власти и зато је Фридрих II, цар Светог римског царства (1240) салернској школи дао право да издаје дипломе, само под условом да је кандидат савладао обдукцију људских лешева. Медицинска школа у Салерну је у то доба била први медицински факултет у Европи у коме су настала и прва правила о квалификацијама потребним за вршење лекарске праксе и раздвајање рада лекара од лекарника.
Појавом универзитета у Болоњи, Монпељеу и Напуљу 1224. слава и сјај Салернитанске школе полако опада, и 1811. године својим декретом Gioacchino Murat забрањује даљи рад школе, и као валидне признаје дипломе само оних школа чији је рад одобрене од стране Универзитета у Напуљу. То је довело до затварање школе у Салерну 1811. године.

## Нови Медицински факултет у Салерну
Дана 18. октобра 2005, министар просвете Италије Морати, председник региона Басолино, председник Покрајине Вилани, градоначелник Салерна Де Биасе и ректор Паскуино, потписали су „Меморандум о разумевању за оснивање медицинског факултета Универзитета у Салерну“.
Овим Меморандумом створени су услови да Медицински факултет у Салерну започне школовање лекара на традицијама хиљаду година старе Медицинске школе.